# Fernando Di Luca
Fernando Di Luca, född 15 december 1936 i Italien, är en italienskfödd entreprenör bosatt i Sverige. Han introducerade olivoljan och balsamvinäger för en bredare publik i Sverige och grundade företaget Di Luca & Di Luca samt det tillhörande varumärket Zeta.

## Uppväxt
Fernando Di Luca föddes i Pesaro i mellersta Italien. Familjen bestod av fadern Flavio, modern Teresa och en yngre syster. Fadern dog 1944 av tuberkulos efter att ha deltagit i Italiens armé under andra världskriget. Samma år kom kriget till Pesaro, varför familjen flyttade till en släkting på en bondgård på landet. Där fanns djur och odlingar, och man odlade både bönor och kikärtor. Senare samma år anlände tyskarna till norra Italien och gården blev lägerplats för Wehrmacht. Efter krigets slut flyttade modern och hennes nya man med de två barnen till staden Fano.

## Vägen till Sverige
I juni 1959 tog Di Luca examen som kamrer. Han ville arbeta med hotell eller restaurang och lära sig engelska och bestämde sig för att tillsammans med sin vän Giuliano Cagliesi åka till Stockholm och sedan vidare till England. Di Lucas första fasta arbete i Stockholm blev på en restaurang vid Tegelbacken, men arbetet där var slitsamt och med hjälp av Giuliano lyckades han få anställning på restaurang Domino istället. Under hösten 1961 började Di Luca söka sig vidare och han fick till slut anställning i tidningstryckeriet i Bonnierhuset. Planen att åka till England lades på hyllan, Di Luca började lära sig svenska och fick i april 1963 provanställning som portier på Hotell Malmen vid Medborgarplatsen, ett arbete han hade fram till 1978.

## Företaget i Sverige
År 1970 tog Fernando Di Luca tjänstledigt för att söka sig in i nya branscher och starta upp eget. Di Luca och hans hustru köpte en bar i Rimini och flyttade ned för att se om de kunde gå med vinst. Baren såldes i slutet av samma säsong som den köptes. Paret återflyttade till Sverige, men Di Luca var fortfarande besluten att starta något eget. På väg upp till Stockholm stannade makarna i Söderköping. De gick till en matbutik för att köpa ingredienser till en middag och Di Luca frågade efter olivolja, men ingen förstod vad han menade. Di Luca insåg snart att olivolja inte fanns på den svenska livsmedelsmarknaden. 1971 kontaktade Di Luca en italiensk oljeproducent, Zucchi, och genom en muntlig överenskommelse beslutade de att Di Luca fick bli producentens agent i Sverige. Han började importera Zucchis majsolja, samtidigt som han återupptog arbetet på hotell Malmen. Fernando Di Luca startade Di Luca & Di Luca 1971 med majsoljan som första produkt. 1973 registrerade Fernando Di Luca sin enskilda firma för import av livsmedelsprodukter.

## Familj och privatliv
Fernando Di Luca gifte sig 1969 med Louise Bredberg. Samma år föddes dottern Gabriella, 1972 sonen Christian och 1983 dottern Paola Di Luca. Barnen är delägare och verksamma i företaget Di Luca & Di Luca. Sonen är sedan 2003 vd för koncernen Gruppo Di Luca.

## Böcker, utmärkelser och priser[6]
| Titel                                                                | Författare                                                                          | Utgivningsår | Förlag                               |
| -------------------------------------------------------------------- | ----------------------------------------------------------------------------------- | ------------ | ------------------------------------ |
| Förälskad i olivolja                                                 | Fernando Di Luca, Lars Falk, Lilian Bylund, Jan Bengtsson                           | 1999         | Di Luca & Di Luca                    |
| Sås med olivolja och 32 goda recept                                  | Fernando Di Luca                                                                    | 2000         | ICA bokförlag                        |
| Medelhavsmat förlänger livet                                         | Örjan Klein. Medv. Mai-Lis Hellénius, Jesper Aspegren, Fernando Di Luca             | 2006         | ICA bokförlag                        |
| Italienska smakens källa                                             | Fernando Di Luca, Lars Falk, Marco Baudone                                          | 2008         | ICA bokförlag Forma Publishing Group |
| O liv! - ät gott och lev väl!                                        | Fernando Di Luca, Lars Falk, Medv. Mai-Lis Hellénius, Bo Hagström                   | 2009         | Fernando Di Luca                     |
| Riktiga män äter sallad. Mat som får dig att må bra och leva längre  | Mai-Lis Hellénius, KC Wallberg Medv. Fernando Di Luca                               | 2012         | ICA bokförlag                        |
| Mitt Medelhavskök - Till bords med en italienare och två professorer | Fernando Di Luca, Mattias Jersild, Bruno Ehrs Medv. Mai-Lis Hellénius, Paolo Parini | 2015         | Massolit förlag                      |
| Fernando! mitt livs historia, mitt livs recept                       | Mattias Jersild, Fernando Di Luca                                                   | 2021         | My Book Affair                       |

| 2003 | Gastronomiska Akademiens diplom                    |
| 2004 | Allt om Mats Gyllene Gaffeln                       |
| 2005 | M Sandahls Foundations Pour le Mérite-diplom       |
| 2006 | Årets Entreprenör i Stockholmsregionen             |
| 2009 | Magnoliapriset                                     |
| 2013 | Kungliga Patriotiska Sällskapets Näringslivsmedalj |
| 2013 | Italiens stjärnorden                               |
| 2018 | Hans Majestät Konungens medalj i 12:e storleken    |